# 1248 год
1248 (ты́сяча две́сти со́рок восьмо́й) год  по юлианскому календарю — високосный год, начинающийся в среду. Это 1248 год нашей эры, 8‑й год 5‑го десятилетия XIII века 2‑го тысячелетия, 9‑й год 1240‑х годов. Он закончился 777 лет назад.
| Пн | Вт | Ср | Чт | Пт | Сб | Вс |
|    |    | 1  | 2  | 3  | 4  | 5  |
| 6  | 7  | 8  | 9  | 10 | 11 | 12 |
| 13 | 14 | 15 | 16 | 17 | 18 | 19 |
| 20 | 21 | 22 | 23 | 24 | 25 | 26 |
| 27 | 28 | 29 | 30 | 31 |    |    |

| Пн | Вт | Ср | Чт | Пт | Сб | Вс |
|    |    |    |    |    | 1  | 2  |
| 3  | 4  | 5  | 6  | 7  | 8  | 9  |
| 10 | 11 | 12 | 13 | 14 | 15 | 16 |
| 17 | 18 | 19 | 20 | 21 | 22 | 23 |
| 24 | 25 | 26 | 27 | 28 | 29 |    |

| Пн | Вт | Ср | Чт | Пт | Сб | Вс |
|    |    |    |    |    |    | 1  |
| 2  | 3  | 4  | 5  | 6  | 7  | 8  |
| 9  | 10 | 11 | 12 | 13 | 14 | 15 |
| 16 | 17 | 18 | 19 | 20 | 21 | 22 |
| 23 | 24 | 25 | 26 | 27 | 28 | 29 |
| 30 | 31 |    |    |    |    |    |

| Пн | Вт | Ср | Чт | Пт | Сб | Вс |
|    |    | 1  | 2  | 3  | 4  | 5  |
| 6  | 7  | 8  | 9  | 10 | 11 | 12 |
| 13 | 14 | 15 | 16 | 17 | 18 | 19 |
| 20 | 21 | 22 | 23 | 24 | 25 | 26 |
| 27 | 28 | 29 | 30 |    |    |    |

| Пн | Вт | Ср | Чт | Пт | Сб | Вс |
|    |    |    |    | 1  | 2  | 3  |
| 4  | 5  | 6  | 7  | 8  | 9  | 10 |
| 11 | 12 | 13 | 14 | 15 | 16 | 17 |
| 18 | 19 | 20 | 21 | 22 | 23 | 24 |
| 25 | 26 | 27 | 28 | 29 | 30 | 31 |

| Пн | Вт | Ср | Чт | Пт | Сб | Вс |
| 1  | 2  | 3  | 4  | 5  | 6  | 7  |
| 8  | 9  | 10 | 11 | 12 | 13 | 14 |
| 15 | 16 | 17 | 18 | 19 | 20 | 21 |
| 22 | 23 | 24 | 25 | 26 | 27 | 28 |
| 29 | 30 |    |    |    |    |    |

| Пн | Вт | Ср | Чт | Пт | Сб | Вс |
|    |    | 1  | 2  | 3  | 4  | 5  |
| 6  | 7  | 8  | 9  | 10 | 11 | 12 |
| 13 | 14 | 15 | 16 | 17 | 18 | 19 |
| 20 | 21 | 22 | 23 | 24 | 25 | 26 |
| 27 | 28 | 29 | 30 | 31 |    |    |

| Пн | Вт | Ср | Чт | Пт | Сб | Вс |
|    |    |    |    |    | 1  | 2  |
| 3  | 4  | 5  | 6  | 7  | 8  | 9  |
| 10 | 11 | 12 | 13 | 14 | 15 | 16 |
| 17 | 18 | 19 | 20 | 21 | 22 | 23 |
| 24 | 25 | 26 | 27 | 28 | 29 | 30 |
| 31 |    |    |    |    |    |    |

| Пн | Вт | Ср | Чт | Пт | Сб | Вс |
|    | 1  | 2  | 3  | 4  | 5  | 6  |
| 7  | 8  | 9  | 10 | 11 | 12 | 13 |
| 14 | 15 | 16 | 17 | 18 | 19 | 20 |
| 21 | 22 | 23 | 24 | 25 | 26 | 27 |
| 28 | 29 | 30 |    |    |    |    |

| Пн | Вт | Ср | Чт | Пт | Сб | Вс |
|    |    |    | 1  | 2  | 3  | 4  |
| 5  | 6  | 7  | 8  | 9  | 10 | 11 |
| 12 | 13 | 14 | 15 | 16 | 17 | 18 |
| 19 | 20 | 21 | 22 | 23 | 24 | 25 |
| 26 | 27 | 28 | 29 | 30 | 31 |    |

| Пн | Вт | Ср | Чт | Пт | Сб | Вс |
|    |    |    |    |    |    | 1  |
| 2  | 3  | 4  | 5  | 6  | 7  | 8  |
| 9  | 10 | 11 | 12 | 13 | 14 | 15 |
| 16 | 17 | 18 | 19 | 20 | 21 | 22 |
| 23 | 24 | 25 | 26 | 27 | 28 | 29 |
| 30 |    |    |    |    |    |    |

| Пн | Вт | Ср | Чт | Пт | Сб | Вс |
|    | 1  | 2  | 3  | 4  | 5  | 6  |
| 7  | 8  | 9  | 10 | 11 | 12 | 13 |
| 14 | 15 | 16 | 17 | 18 | 19 | 20 |
| 21 | 22 | 23 | 24 | 25 | 26 | 27 |
| 28 | 29 | 30 | 31 |    |    |    |

## События

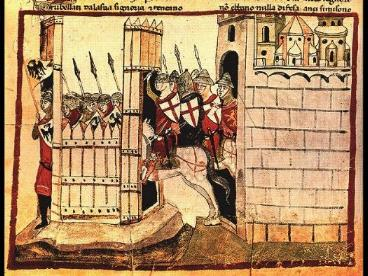
Битва под Пармой 18 февраля 1248 года

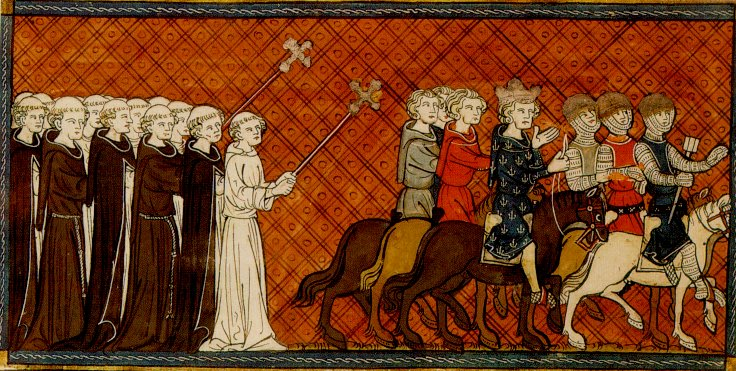
Король Франции Людовик IX отправляется в седьмой крестовый поход

- 1247—1264 — война за тюрингское наследство. Военный конфликт за право наследования земель пресекшейся династии Людовингов между родственниками ландграфского дома по женской линии[1].
- 1248—1254 — Седьмой крестовый поход короля Франции Людовика IX[2].
  - Людовик IX сформировал 15-тысячное войско из, включавшее 3000 рыцарей и 5000 арбалетчиков на 30 судах[2].
  - Крестоносцы отплыли из специально построенного для крестового похода порта Эг-Морта и Марселя[2].
  - Декабрь — короля посещают два монгольских посланца с предложением совместных действий против мусульман[3].
- 1240—1250 — Второй шведский крестовый поход в Финляндию[4].
- 2 июля 1247—18 февраля 1248 — осада Пармы[5].
  - 18 февраля — гвельфы нанесли под Пармой поражение войскам императора Священной Римской империи Фридриха II[5].

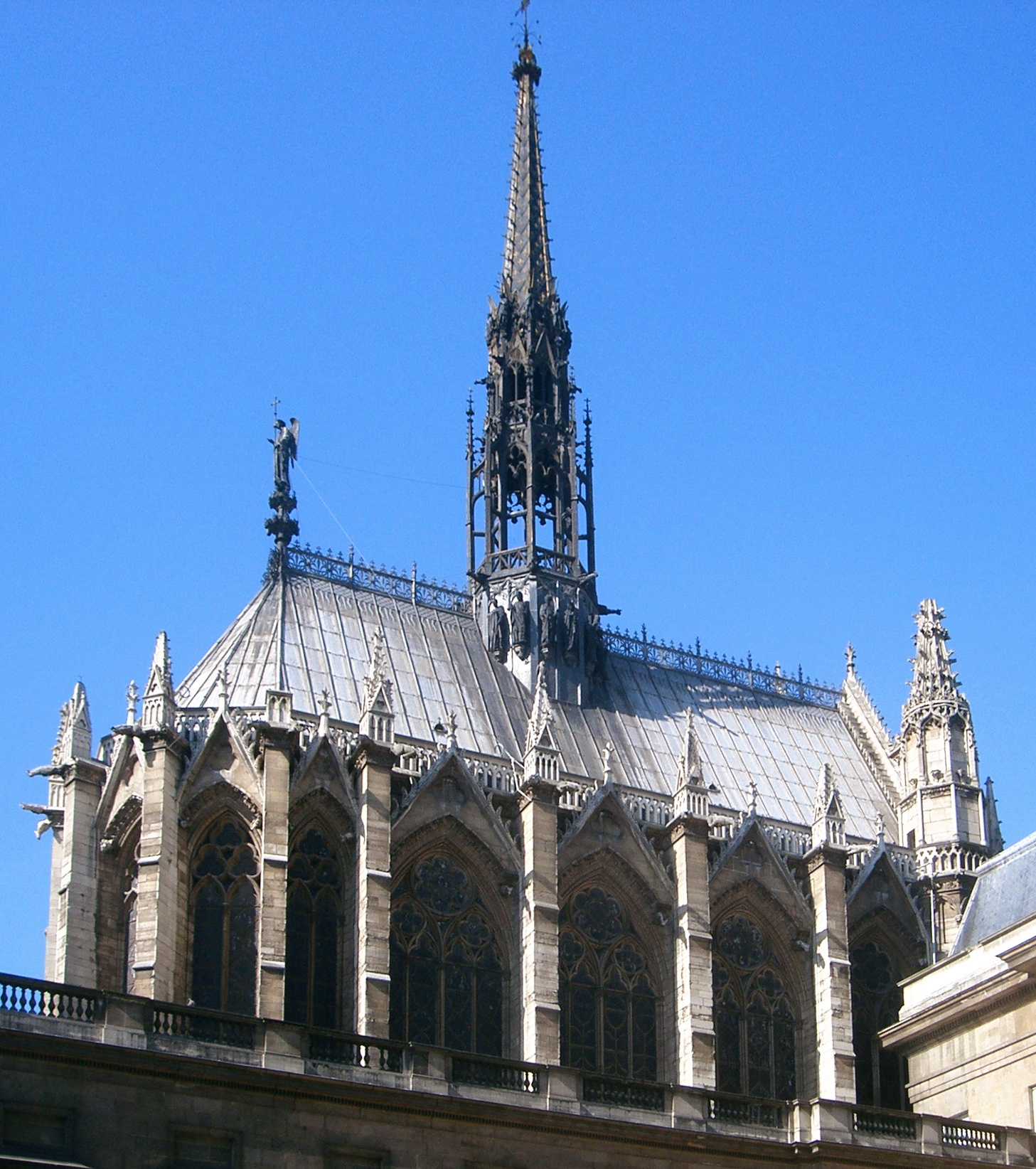
Часовня Сент-Шапель в Париже, построенная в 1248 году

- 26 апреля — освящена новая часовня Сент-Шапель в Париже.

- 15 августа — заложен первый камень в фундамент Кёльнского Собора, одного из самых затянувшихся долгостроев Европы.
- 22 ноября — Взятие Севильи Фердинандом III Кастильским.[6]
- Зима 1248/1249 — 28-дневная война между пизанцами и генуэзцами, во время которой Акра пострадала от осадных машин[7].
- Во Флоренции гибеллины заставили ведущие семьи гвельфов покинуть город.

### Монгольская империя
Правление: Гаюк и Менгу (официально с 1251 года)
- Между Батыем и Гаюком едва не вспыхнуло вооружённое столкновение. Дело до открытого столкновения не дошло лишь потому, что войска Батыя, направленные против Гаюка, дойдя до восточных окраин Улуса, получили известие о смерти хана. По словам Рубрука, бывшего в 1254 году в Каракоруме, скоропостижная смерть Гаюка произошла не без участия сторонников Батыя[8].
- 1248—1251 — борьба за ханский престол Монгольского государства после смерти Гуюка, временным регентом Монголии становится его вдова Огул-Гаймыш, до официального провозглашения Менгу на Курултае 1251 года[8].
- Батый, остановившийся лагерем у Ала-Камака (р-н Алтайских гор), как старший в роде, вызвал к себе остальных монгольских царевичей для решения вопроса о престолонаследии[8].
- Батый отказывается от предложенного ханского трона (оппонирует невозможностью править таким количеством земель) и предлагает избрать на престол царевича Менгу, сына Тули[8].
- Потомки Угедея, отказавшиеся признавать своим ханом Менгу, организовали против него заговор, но он был раскрыт и 77 его участников по распоряжению Батыя были казнены[8].

## Русь
Правление: 1246—1248 — Святослав Всеволодович, Михаил Ярославич Хоробрит и 1248—1252 — Андрей Ярославич

### Правление Михаил Хоробрит
- Изгнание владимирского князя Святослава Всеволодовича его племянником Михаил Хоробрит который в отсутствие братьев Андрея и Александра Ярославичей сместил с великокняжеского престола Святослава, но продержался на княжении совсем недолго — погиб в схватке с литовцами ещё до приезда братьев[9].
- Осень — 8 ноября — Михаил Ярославич Хоробрит идёт войной против литовцев и погибает в битве на р. Протва. Ростовский епископ Кирилл II переносит его тело во Владимир, где и погребает в Успенском соборе[10].
- Конец года — возвратились из Большой Орды вызванные ханом Батыем Андрей и Александр Ярославичи[9].

#### Правление Андрея Ярославича
- 1248—1252 — Андрей Ярославич становится великим владимирским князем (норма монгольского права, когда владетелем отцовского улуса считался младший сын)[9][11].
- Святослав Всеволодович недовольный решением Батыя передать княжество владимирское Андрею, уезжает в Большую Орду[9].
- Даниил Галицкий, направивший посольство к Римскому папе Иннокентию IV в 1247 году, не получив материальной и военной поддержки в борьбе против татар, прерывает переговоры[12].
- Папский легат Альберт (Адальберг) Суербеер, встретившись с Даниилом Галицким, извещает Рим не только о провале переговоров, но и о том, что князь "отпустил его даже без полагающегося ему почтения"  (у польского хрониста Яна Длугошу, это происходит в 1250 году)[12].
- Даниил Галицкий ведёт переговоры в г. Братиславе о будущем австрийских земель с венгерским королём Белой IV[12].
- Василько Романович отразил грабительское нападение ятвягов.

## Начало правления
См.также: Список глав государств в 1248 году
- Королевство Островов — король Юэн Макдугалл (до 1249).
- Португалия — король Афонсу III (до 1279).
- Швеция — ярл Биргер из династии Фолькунгов (до 1250, затем — регент).
- Монгольская империя — междуцарствие. Регент Огул-Гаймыш (1248—1251).
- Священная Римская империя — Вильгельм Голландский (1248—1256), римский король (антикороль до 1254).
- Бланка Кастильская — регент Франции (до 1252) в отсутствие своего сына.

## Родились
См. также: Категория:Родившиеся в 1248 году
- Анджела из Фолиньо — итальянская монахиня-францисканка, писательница.
- Иоанн I Баллиоль — король Шотландии в 1292—1296 гг.
- Карл II — король Неаполя (1285—1309).
- Роберт II — герцог Бургундии (1272—1306).

## Скончались

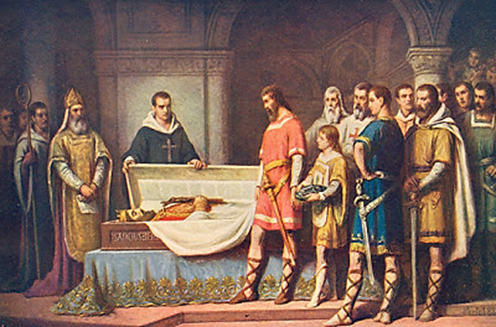
Саншу II в гробу

См. также: Категория:Умершие в 1248 году
- 4 января — Саншу II, бывший король Португалии, умер в изгнании.
- Гуюк — каан Монгольского государства.
- Михаил Ярославич Хоробрит — великий князь Владимирский[10].
- Субэдэй — монгольский военачальник.